# Heartbeat City
Heartbeat City е петият студиен албум на американска рок група Карс, издаден на 13 март 1984 г. от Електра Рекърдс. Групата продуцира албума с Робърт Джон „Мът“ Ланге. Това е първият албум на групата, който не е продуциран от дългогодишния продуцент Рой Томас Бейкър. Heartbeat City също така представлява връщане към успеха на едноименния дебютен албум на групата. Многобройни песни от албума се излъчват по модерните рок и албумно-ориентираните рок станции, като синглите „Drive“ и „You Might Think“ достигат първите 10 на Билборд Хот 100, докато албумът достига трето място в Билборд 200.
Редица песни от албума също получават значително радио и телевизионно излъчване, по-специално „Drive“, „You Might Think“ и „Magic“, като всичките се излъчват многократно по Ем Ти Ви. Заглавната песен служи като шести и последен сингъл от албума извън Северна Америка. Водещите вокали на „Drive“ са изпълнени от басиста Бенджамин Ор. Видеото към песента е режисирано от актьора Тимъти Хътън и включва Рик Окасек, който спори с проблемна млада жена, изиграна от модела Паулина Поризкова (за която Окасек по-късно се жени). „Hello Again“ също е с видео, режисирано от Анди Уорхол, който също се появява на екрана.

## Списък с песните

### Страна едно
1. „Hello Again“ – 3:47
2. „Looking for Love“ – 3:52
3. „Magic“ – 3:57
4. „Drive“ – 3:55
5. „Stranger Eyes“ – 4:26

### Страна две
1. „You Might Think“ – 3:04
2. „It's Not the Night“ – 3:49
3. „Why Can't I Have You“ – 4:04
4. „I Refuse“ – 3:16
5. „Heartbeat City“ – 4:31

## Музиканти
- Рик Окасек – вокали, китара
- Бенджамин Ор – вокали, бас
- Елиът Истън – китара, вокали
- Грег Хоукс – клавиши, вокали, програмиране
- Дейвид Робинсън – барабани, програмиране

## Сертификати и продажби
| Страна                            | Сертификат | Сертифицирани бройки / продажби |
| --------------------------------- | ---------- | ------------------------------- |
| Нова Зеландия Физически продажби  | Платинен   | 15 000                          |
| Великобритания Физически продажби | Златен     | 100 000                         |
| САЩ Физически продажби            | 4хПлатинен | 4 000 000                       |